# Alvin Hansen
Alvin Harvey Hansen (* 23. August 1887 in Viborg (South Dakota); † 6. Juni 1975 in Alexandria (Virginia)) war ein US-amerikanischer keynesianischer Wirtschaftswissenschaftler (Harvard University).

## Leben
Hansen wurde 1887 in Viborg (South Dakota) als Kind dänischer Einwanderer geboren. Nach seinem Abschluss am Yankton College 1910 arbeitete er zunächst einige Zeit als Lehrer an einer high school, bis er 1918 sein Studium an der University of Wisconsin abschloss. Er unterrichtete kurze Zeit an der Brown University, bis er 1923 an die University of Minnesota berufen wurde.
1937 erhielt er einen Ruf als Lucis N. Littauer Professor of Political Economy in Harvard. Hansen gehörte zu den wichtigsten Verbreitern keynesianischen Gedankenguts in den USA, was ihm den Beinamen The American Keynes einbrachte. Zu seinen Schülern in Harvard gehörten die späteren Nobelpreisträger Paul Samuelson und James Tobin. Weite Verbreitung fand sein Lehrbuch A Guide to Keynes, das Keynes’ General Theory ausführlich kapitelweise erläuterte und ergänzte.
Hansen hatte über seine Mitgliedschaft in zahlreichen Beratungsgremien der amerikanischen Regierungen großen Einfluss auf die Wirtschaftspolitik der Präsidenten Roosevelt und Truman. Er war Vizepräsident der American Statistical Association, und im Jahr 1938 stand Hansen der American Economic Association als gewählter Präsident vor.
Nach seiner Emeritierung 1957 lehrte er bis zu seinem Tod 1975 an verschiedenen amerikanischen Universitäten sowie der Universität Bombay.

## Ehrungen
- 1967: Francis-A.-Walker-Medaille der American Economic Association[2]

## Veröffentlichungen
- Shifting the War Burden (mit L.H. Haney, 1921, The American Economic Review (AER))
- Cycles of Strikes (1921, AER)
- Business Cycle Theory (1927)
- A Fundamental Error in Keynes's Treatise (1932, AER)
- Economic Stabilisation in an Unbalanced World (1932)
- Mr. Keynes on Underemployment Equilibrium (1936, Journal of Political Economy (JPE))
- Full Recovery or Stagnation (1938)
- Economic Progress and Declining Population Growth (1939, AER)
- Fiscal Policy and Business Cycles (1941)
- Economic Policy and Full Employment (1946)
- Some Notes on Terborgh's "The Bogey of Economic Maturity" (1946, REStat)
- Dr. Burns on Keynesian Economics (1947, RES)
- The General Theory (1947)
- Keynes on Economic Policy (1947)
- Monetary Theory and Fiscal Policy (1949)
- The Pigouvian Effect (1951, JPE)
- A Guide to Keynes (1953)
- The Dollar and the International Monetary System (1965)